# WK League 2024
Die WK League 2024 war die 16. Spielzeit der südkoreanischen Fußballliga der Frauen unter diesem Namen. Titelverteidiger waren die Incheon Hyundai Steel Red Angels, die in der Vorsaison den 11. Titel der Klubgeschichte gewonnen hatten. Die Saison begann am 16. März und endete am 9. November mit den Meisterschaftsspielen.

## Reguläre Saison
Jede Mannschaft trat gegen jede andere Mannschaft insgesamt viermal im Verlauf der regulären Spielzeit an. Dabei hatte man zweimal Heimrecht und reiste zweimal zum Gegner.
| Pl. | Verein                               | Sp. | S  | U  | N  | Tore    | Diff. | Punkte |
| --- | ------------------------------------ | --- | -- | -- | -- | ------- | ----- | ------ |
| 1.  | Hwacheon KSPO WFC                    | 28  | 16 | 8  | 4  | 049:270 | +22   | 56     |
| 2.  | Suwon UDC WFC                        | 28  | 15 | 8  | 5  | 047:310 | +16   | 53     |
| 3.  | Gyeongju KHNP WFC                    | 28  | 14 | 9  | 5  | 054:360 | +18   | 51     |
| 4.  | Incheon Hyundai Steel Red Angels (M) | 28  | 12 | 11 | 5  | 036:250 | +11   | 47     |
| 5.  | Sejong Sportstoto                    | 28  | 9  | 11 | 8  | 031:300 | +1    | 38     |
| 6.  | Seoul WFC                            | 28  | 6  | 9  | 13 | 033:440 | −11   | 27     |
| 7.  | Boeun Sangmu WFC                     | 28  | 4  | 7  | 17 | 024:450 | −21   | 19     |
| 8.  | Changnyeong WFC                      | 28  | 2  | 5  | 21 | 011:470 | −36   | 11     |

| Teilnahme am Finale der Meisterschafts-Play-Offs Teilnahme am Halbfinale der Meisterschafts-Play-Offs |                                                       |
| (M)                                                                                                   | Amtierender Meister: Incheon Hyundai Steel Red Angels |

## Meisterschafts-Play-Offs
Im Meisterschaftsturnier trafen im Halbfinale der Zweitplatzierte gegen den Drittplatzierten der regulären Saison. Der Gewinner dieses Spieles qualifizierte sich für das Finale des Meisterschaftsturnieres und tritt dort gegen den 1. Platzierten der Regulären Saison an. Das Finale wird mit Hin- und Rückspiel ausgetragen. Der Gewinner der beiden Spiele wird Meister der WK League 2024.

### Halbfinale
| Datum            |               | Ergebnis             |                   |
| ---------------- | ------------- | -------------------- | ----------------- |
| 4. November 2024 | Suwon UDC WFC | 5:4 n. E. (1:1, 1:1) | Gyeongju KHNP WFC |

## Finalspiele
Beim Finalhinspiel am 5. November 2024 hatte der Halbfinalsieger Suwon UDC WFC Heimrecht im Suwon-Stadion, beim Rückspiel der Tabellenführer der regulären Saison Hwacheon KSPO WFC im Hwacheon Sports Park. In Aggregation der beiden Ergebnisse gewann Suwon UDC WFC zum zweiten Mal nach 2010 den Meistertitel.
|               | Gesamt |                   | Hinspiel | Rückspiel |
| ------------- | ------ | ----------------- | -------- | --------- |
| Suwon UDC WFC | 3:2    | Hwacheon KSPO WFC | 2:0      | 1:2       |